# 地獄蒸し工房 鉄輪
地獄蒸し工房 鉄輪（じごくむしこうぼう かんなわ）は、大分県別府市風呂本5組の鉄輪温泉にある地獄蒸し料理の体験施設である。

## 概要
地獄蒸し釜の貸出しを行っており、食材を持ち込めば、地獄蒸し料理を体験することができる。また、食材のセットも販売されている。
地獄蒸し料理の体験のほかに、冷却装置モニュメントや、展示コーナー、飲泉場が設けられており、隣接するポケットパークには足蒸しや足湯もある。展示コーナーでは、鉄輪の歴史や温泉、地獄等に関する展示が行われている。
- 営業時間 - 9：00 - 21：00
- 休館日 - 毎月第3水曜日（祝日の場合は翌日）

## 交通
- 自動車
  - 大分自動車道別府ICから鉄輪方面へ約10分
  - JR九州 別府駅から約20分
- バス
  - JR九州 別府駅西口から
    - 大分交通 - 行き先番号2/5/7/9/41番で「鉄輪」停留所下車

  - JR九州 別府駅東口から
    - 大分交通 - 行き先番号15/16/16A/20/24/25番で「鉄輪」停留所下車
    - 大分バス - 行き先番号60/AS60/61/AS61番で「鉄輪温泉」停留所下車（所要時間：約25分）[2]